# Жолковський Олександр Костянтинович
Олекса́ндр Костянти́нович Жолко́вський (рос. Алекса́ндр Константи́нович Жолко́вский; *8 вересня 1937, Москва, СРСР) — радянський і американський лінгвіст, літературознавець, письменник і педагог; автор робіт з мови сомалі, теоретичної семантики, поетики; художньої, мемуарної прози. Кандидат філологічних наук. 

## Біографія
Мати, музикознавець Дебора Семенівна Рибакова (1904, Київ — 1954, Москва), випускниця Московської консерваторії (1930), кандидат мистецтвознавства, викладала історію музики в музичному училищі та на робітфаку при Московській консерваторії; батько, Костянтин Платонович Жолковський (1904-1938), загинув під час байдаркового запливу в Білому морі, коли синові не було й року. Виховувався вітчимом — музикознавцем Левом Абрамовичем Мазелем. Бабуся і дідусь з боку матері — Семен Соломонович і Софія Юхимівна Рибакови — загинули в Бабиному Яру під час німецької окупації Києва.
Закінчив романо-германське відділення філологічного факультету МДУ (1959). Співробітник Лабораторії машинного перекладу МДПІІМ (1960-1974), де взяв активну участь у розробці (спільно з І. О. Мельчуком) моделі «Сенс ↔ текст». Закінчив заочну аспірантуру Інституту східних мов при МДУ (керівник Н. В. Охотіна) і в 1969 році захистив кандидатську дисертацію «Синтаксис незалежного стверджувального речення в мові сомалі», незважаючи на адміністративні перешкоди, що виникли у зв'язку з підписанням у 1968 році листа на підтримку заарештованих дисидентів А. Гінзбурга і Ю. Галанскова. На основі дисертації опублікована монографія «Синтаксис сомалі» (1971), виконана в рамках ідеології моделі «Сенс ↔ Текст».
1974 р. був звільнений з МДПІІМ, перейшов в інститут «Информэлектро» (в групу Ю. Д. Апресяна), де в ті роки мали можливість працювати численні «неблагонадійні» лінгвісти.
У 1979 емігрував, викладав в Амстердамському університеті. З 1980 року в США, на кафедрі російської літератури Корнеллського Університету; з 1983 року в Університеті Південної Каліфорнії в Лос-Анджелесі. Мешепє в м. Санта-Моніка.
Був одружений з журналісткою Іриною (Орисею) Сергіївною Жолковською (нар. 1937), яка пізніше вийшла заміж за правозахисника О. І. Гінзбурга. Нинішня дружина — літературознавець Л. Г. Панова (нар. 1969).

## Наукова діяльність
Співавтор (з І. О. Мельчуком) циклу робіт про «лексичних функції» і «Тлумачно-комбінаторного словника» (повністю опублікований у Відні 1984 р.). З середини 1970-х рр. займається структурної поетикою; у співавторстві з Ю. К. Щегловим розробляв так звану поетику виразності. Більш пізні літературознавчі (і літературні) роботи — у жанрі постструктуралізму, «деконструкції» і «деміфологізації». Автор монографій про Бабеля (у співавторстві з М. Ямпільським) і Зощенко, книги мемуарних віньєток «Эросипед», збірки старих оповідань та нових віньєток «НРЗБ. Allegro mafioso» та ін.
Член редколегії наукових журналів «Новое літературное обозрение», «Przegląd Wschodnioeuropejski» (Ольштин), «Acta Neophilologica» (Ольштин), «Зборник Матице српске за славистику» (Нові-Сад) і міжнародного славістичного журналу «Slověne = Словѣне».

### Інтерв'ю
- Пешкова Майя. (5 липня 2015). Ненапрасные совершенства: между прозой и мемуаром: [Интервью с Александром Жолковским и Ладой Пановой]. Эхо Москвы. Архів оригіналу за 14 вересня 2017. Процитовано 29 липня 2016.